# The Time (Band)
The Time, auch als Morris Day and The Time oder The Original 7ven bekannt, ist eine US-amerikanische Funk-Band, die im Jahr 1981 von Prince gegründet wurde. Abgesehen von dem Leadsänger Morris Day gehörten zu den Gründungsmitgliedern Jimmy Jam und Terry Lewis.
Im Jahr 2011 änderte The Time ihren Namen vorübergehend in The Original 7ven, doch seit Prince’ Tod im April 2016 tritt die Band wieder unter The Time oder Morris Day and The Time auf. 2021 gab es erneut gerichtlichen Streit um das Namensrecht, diesmal mit The Prince Estate (Der Prince-Nachlass), aber dieser Streit ist beigelegt worden und die Band kann weiterhin unter Morris Day and The Time öffentlich auftreten.

## Geschichte

### Gründung
Im April 1981 gründete Prince die Band The Time aus Teilen der Besetzung von Flyte Tyme, einer Funk-Band aus Minneapolis in Minnesota um die High-School-Freunde Terry Lewis und Jimmy Harris, die bereits seit 1973 zusammen musizierten. Inspiriert durch den Film Alle meine Stars wollte Prince durch dieses Nebenprojekt seine musikalischen Grundintentionen im Funk und R&B wahren, um gleichzeitig in seiner Solo-Karriere mit Elementen aus anderen Genres experimentieren zu können. Dank seiner vorangegangenen ersten kommerziellen Erfolge konnte er eine vertragliche Vereinbarung mit seiner Plattenfirma Warner Bros. Records aushandeln, die es ihm erlaubte, diverse Nebenprojekte (teilweise unter anderen Namen) zu veröffentlichen.

### Musikalische Anfänge
Ursprünglich hatte Prince neben Jimmy Harris und Terry Lewis noch das weitere ehemalige Flyte-Tyme-Mitglied Alexander O’Neal für die Band vorgesehen. Dieser lehnte das Angebot, Sänger der Band zu werden, jedoch mit der Begründung ab, „nur mit Aussicht auf ein bisschen Geld“ Teil der Gruppierung sein zu wollen. Daraufhin entschloss sich Prince, seinen Schulfreund Morris Day als Sänger zu engagieren und komplettierte die Besetzung mit Jellybean Johnson, Jerome Benton und Jesse Johnson.
Prince übernahm für die Band die Aufgaben eines Songwriters und Produzenten, dessen inhaltliche Ausrichtungen meistens Themen wie Sex, Party und Geld umschlossen. Dies war eine deutliche Abkehr von den mitunter spirituellen und sozialkritischen Inhalten, die er auf seinen Solo-Platten aus dieser Zeit behandelte.
Daher war Prince alleinverantwortlich für das musikalische und textliche Geschehen auf dem Debüt-Album The Time, was bei der Veröffentlichung jedoch nicht in den Liner Notes vermerkt wurde. Die Gesangsparts wurden von Morris Day übernommen, der sie unter Anweisung von Prince einsang. Als Produzent wird Jamie Starr genannt, ein damaliges Pseudonym von Prince, was dieser aber damals dementierte. 1981 bis 1983 spielte The Time als Vorgruppe von Prince’ Controversy-Tour und 1999-Tour.

### Ausschluss von Jimmy Jam und Terry Lewis (1983)
Während der 1999-Tour kam es zu einem Streit zwischen Prince und Jimmy Jam und Terry Lewis, weil die beiden – ohne Prince zu informieren – während der laufenden Tournee mit Albumaufnahmen von The S. O. S. Band beschäftigt waren und deswegen das Konzert am 24. März 1983 in der Convention Center Arena verpassten. Daraufhin feuerte Prince Jam und Lewis. In einem Interview mit dem US-Musikmagazin Rolling Stone dementierte er aber diesen Vorwurf und schrieb die Entscheidung Morris Day zu. Das zweite Album von The Time mit Namen What Time Is It? war das letzte unter der Mitwirkung von Harris, Lewis und auch Monte Moir, der sich im Zuge des Rauswurfs entschloss, ebenfalls die Band zu verlassen. Auch What Time Is It? wurde von Prince’ produziert.

### Erfolg und Trennung (1984–1988)
Das dritte Album Ice Cream Castle brachte zwei entscheidende Wendepunkte in der Bandgeschichte. Drei Mitglieder waren durch Mark Cardenas, Paul Peterson und Jerry Hubbard ersetzt und erstmals involvierte Prince Bandmitglieder in die Albumproduktion. Das Album enthält mit dem Song The Bird die bis dato kommerziell erfolgreichste Singe von The Time. Das Stück ist auch in dem Film Purple Rain zu hören.
Morris Day veröffentlichte 1985 sein erstes Soloalbum Color of Success. 1988 erzielte er einen Nummer-eins-Hit in den R&B-Charts mit Fishnet, auf Platz 23 auch sein einziger Top-40-Hit in den Billboard Hot 100.

### Die Jahre 1989–2008
Im Sommer 1989 begann Prince mit den Albumaufnahmen für Corporate World, das im November von The Time hätte veröffentlicht werden sollen. Doch Warner Bros. Records stoppte die Veröffentlichung und wollte, dass die weiteren Mitglieder von The Time einen Beitrag zum Album leisteten. Letztendlich wurde eine überarbeitete Version von Corporate World unter dem Titel Pandemonium im Juli 1990 von Warner herausgebracht. Mit der Singleauskopplung Jerk Out erlangte The Time ihren kommerziell erfolgreichsten Song. Zudem wirken The Time sowohl auf dem Prince-Album Graffiti Bridge als auch in dem gleichnamigen Film aus dem Jahr 1990 mit.
Am 10. Februar 2008 spielte The Time erstmals seit dem Rauswurf von Jimmy Jam und Terry Lewis wieder gemeinsam auf einer Bühne. Die ursprüngliche Besetzung begleite den Auftritt der Künstlerin Rihanna anlässlich der 50. Verleihung der Grammy Awards.

### The Original 7ven (2011–2016)

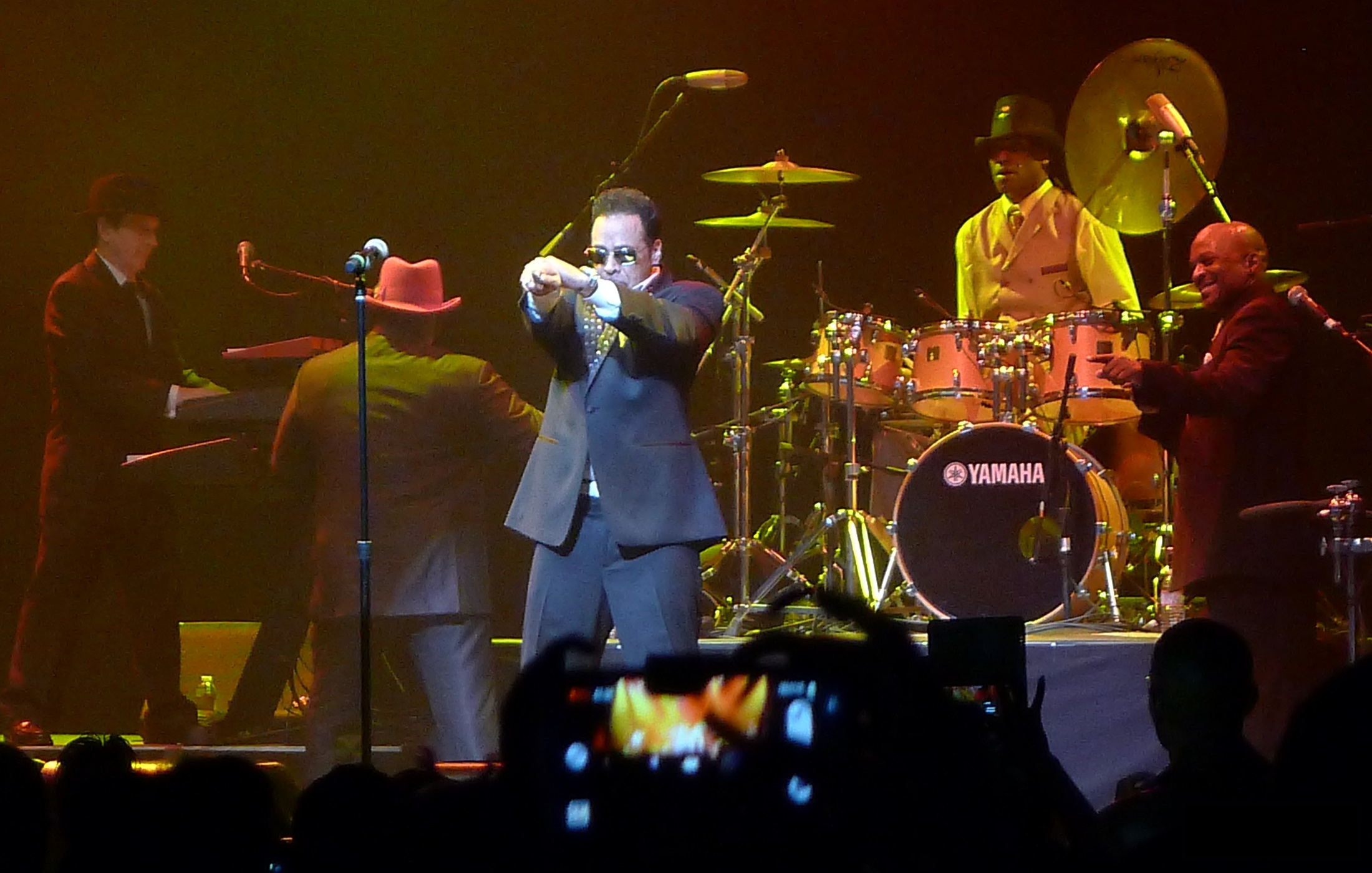
Morris Day and The Time, 2013

Im September 2011 gab die Band bekannt, sich fortan The Original 7ven zu nennen, da Prince das Namensrecht an „The Time“ besaß, und im Dezember 2011 verließ Gitarrist Jesse Johnson die Band. Letztendlich war der Name The Original 7ven nur vorübergehend, denn seit Prince’ Tod im April 2016 tritt die Band wieder als The Time oder als Morris Day and The Time auf.

### Tribute-Konzerte für Prince (2016–2020)
Anlässlich Prince’ Tod im April 2016 fand am 13. Oktober 2016 im Xcel Energy Center in Saint Paul in Minnesota ein Tribut-Abend zu Ehren des Musikers statt, an dem unter anderem auch Morris Day and The Time auftraten.
Am 28. Januar 2020 fand im Los Angeles Convention Center in Los Angeles abermals ein Tribut-Konzert für Prince statt. Das Motto lautete „Let’s Go Crazy: The Grammy Salute to Prince“ und The Time spielten die Songs Cool, Jungle Love und The Bird. Das Konzert wurde am 21. April 2020, dem vierten Todestag von Prince, im US-Fernsehen ausgestrahlt.

### Namensstreit mit The Prince Estate (2021–2023)
Im Jahr 2021 wollte Morris Day den Namen „The Time“ für sich offiziell urheberrechtlich schützen lassen, was The Prince Estate (Der Prince-Nachlass), der seit dem Jahr 2017 sämtliche Tonträger-Veröffentlichungen von Prince offiziell verwaltet, aber untersagte. In einem Schreiben an Days Anwalt im Dezember 2021 stellte The Prince Estate klar, Day habe „kein Recht, [den Namen] The Time in irgendeiner Form zu nutzen oder zu registrieren“. Das Schreiben verweist auf einen Vertrag aus dem Jahr 1982, in dem er „anerkennt, dass die PRN Music Corporation, ein Unternehmen, das zu dieser Zeit zu 100 % Prince gehörte, der ‘alleinige und ausschließliche Eigentümer aller Rechte an und für’ The Time ist.“ The Prince Estate sei aber an einer Lösung interessiert und möchte die Angelegenheit durch eine Vereinbarung regeln; diese Vereinbarung sieht vor, dass Day „die Rechte des Nachlasses an der Marke The Time“ anerkennt und ihm die Lizenz erteilt, die Marke „Morris Day and The Time mit den in der bestehenden Markeneintragung genannten Dienstleistungen und Waren, die mit diesen Dienstleistungen in Zusammenhang stehen, wie z. B. musikalische Tonaufnahmen und musikalische Videoaufnahmen, zu verwenden.“ Offenbar kam es aber zu keiner Einigung, da Morris Day am 3. März 2022 über Facebook bekannt gab, er dürfe ab sofort den Namen „The Time“ nicht mehr benutzen.
Im März 2023 berichtete Billboard, der Streit zwischen Morris Day und The Prince Estate scheine in Bezug auf den Bandnamen „The Time“ beigelegt worden zu sein, weil das Bundesmarkenamt den Antrag von Day auf eine Markeneintragung von „Morris Day and The Time“ im Dezember 2022 offiziell veröffentlichte. Ab diesem Zeitpunkt hätte The Prince Estate 30 Tage Zeit gehabt, um Widerspruch einzulegen, was jedoch nicht geschehen sei. Aber Days Anwalt teilte mit, dass andere wichtige Fragen mit The Prince Estate nach wie vor nicht geklärt worden seien; beispielsweise beabsichtige Day, 50-prozentigen Songwriting-Anteil für den Track Jungle Love sowie 33-prozentigen Anteil für The Bird zu erwerben.

### Aktuelle Schaffensphase (seit 2024)
Im Februar 2024 starteten Morris Day and The Time eine Live-Tournee, die allerdings nur durch die USA führte.

## Diskografie

### Studioalben
| Jahr | Titel Musiklabel                                        | Höchstplatzierung, Gesamtwochen, AuszeichnungChartplatzierungen (Jahr, Titel, Musiklabel, Platzierungen, Wochen, Auszeichnungen, Anmerkungen) | Höchstplatzierung, Gesamtwochen, AuszeichnungChartplatzierungen (Jahr, Titel, Musiklabel, Platzierungen, Wochen, Auszeichnungen, Anmerkungen) | Höchstplatzierung, Gesamtwochen, AuszeichnungChartplatzierungen (Jahr, Titel, Musiklabel, Platzierungen, Wochen, Auszeichnungen, Anmerkungen) | Anmerkungen                                                  |
| Jahr | Titel Musiklabel                                        | UK | US | R&B | Anmerkungen                                                  |
| ---- | ------------------------------------------------------- | --- | --- | --- | ------------------------------------------------------------ |
| 1981 | The Time Warner Bros. Records                           | — | US50 Gold · (32 Wo.)US | R&B7 (44 Wo.)R&B | Erstveröffentlichung: 29. Juli 1981 Verkäufe: + 500.000      |
| 1982 | What Time Is It? Warner Bros. Records                   | — | US26 Gold · (33 Wo.)US | R&B2 (38 Wo.)R&B | Erstveröffentlichung: 25. August 1982 Verkäufe: + 500.000    |
| 1984 | Ice Cream Castle Warner Bros. Records                   | — | US24 Platin · (57 Wo.)US | R&B3 (46 Wo.)R&B | Erstveröffentlichung: 2. Juli 1984 Verkäufe: + 1.000.000     |
| 1990 | Pandemonium Warner Bros. Records / Paisley Park Records | UK66 (1 Wo.)UK | US18 Gold · (16 Wo.)US | R&B9 (22 Wo.)R&B | Erstveröffentlichung: 10. Juli 1990 Verkäufe: + 500.000      |
| 2011 | Condensate Saguaro Road Records                         | — | US58 (1 Wo.)US | R&B10 (3 Wo.)R&B | Erstveröffentlichung: 18. Oktober 2011 als The Original 7ven |

### Singles
| Jahr | Titel Album                             | Höchstplatzierung, Gesamtwochen, AuszeichnungChartplatzierungen (Jahr, Titel, Album, Platzierungen, Wochen, Auszeichnungen, Anmerkungen) | Höchstplatzierung, Gesamtwochen, AuszeichnungChartplatzierungen (Jahr, Titel, Album, Platzierungen, Wochen, Auszeichnungen, Anmerkungen) | Anmerkungen                                                    |
| Jahr | Titel Album                             | US | R&B | Anmerkungen                                                    |
| ---- | --------------------------------------- | --- | --- | -------------------------------------------------------------- |
| 1981 | Get It Up The Time                      | — | R&B6 (19 Wo.)R&B | Erstveröffentlichung: 26. Juni 1981                            |
| 1981 | Cool The Time                           | US90 (7 Wo.)US | R&B7 (18 Wo.)R&B | Erstveröffentlichung: November 1981                            |
| 1982 | Girl The Time                           | — | R&B49 (9 Wo.)R&B | Erstveröffentlichung: April 1982                               |
| 1982 | 777-9311 What Time Is It?               | US88 (3 Wo.)US | R&B2 (20 Wo.)R&B | Erstveröffentlichung: 28. Juli 1982                            |
| 1982 | The Walk What Time Is It?               | — | R&B24 (11 Wo.)R&B | Erstveröffentlichung: November 1982                            |
| 1983 | Gigolos Get Lonely Too What Time Is It? | — | R&B77 (4 Wo.)R&B | Erstveröffentlichung: 9. März 1983                             |
| 1984 | Ice Cream Castles Ice Cream Castle      | — | R&B11 (15 Wo.)R&B | Erstveröffentlichung: 30. Mai 1984                             |
| 1984 | Jungle Love Ice Cream Castle            | US20 (25 Wo.)US | R&B6 (17 Wo.)R&B | Erstveröffentlichung: 11. Oktober 1984                         |
| 1984 | The Bird Ice Cream Castle               | US36 (13 Wo.)US | R&B33 (11 Wo.)R&B | Erstveröffentlichung: 11. Januar 1985                          |
| 1990 | Jerk Out Pandemonium                    | US9 Gold · (15 Wo.)US | R&B1 (15 Wo.)R&B | Erstveröffentlichung: 28. Juni 1990 Verkäufe: + 500.000        |
| 1990 | Chocolate Pandemonium                   | — | R&B44 (7 Wo.)R&B | Erstveröffentlichung: 1. Oktober 1990                          |
| 2011 | #Trendin Condensate                     | — | R&B77 (8 Wo.)R&B | Erstveröffentlichung: 27. September 2011 als The Original 7ven |

## Auszeichnungen für Musikverkäufe
Anmerkung: Auszeichnungen in Ländern aus den Charttabellen bzw. Chartboxen sind in ebendiesen zu finden.
| Land/RegionAuszeichnungen für Musikverkäufe (Land/Region, Auszeichnungen, Verkäufe, Quellen) | Gold     | Platin  | Verkäufe  | Quellen  |
| -------------------------------------------------------------------------------------------- | -------- | ------- | --------- | -------- |
| Vereinigte Staaten (RIAA)                                                                    | 4× Gold4 | Platin1 | 3.000.000 | riaa.com |
| Insgesamt                                                                                    | 4× Gold4 | Platin1 |           |          |